# José María Bruguez
José María Bruguez Ríos fue un general paraguayo durante la Guerra de la Triple Alianza. Fue uno de los militares paraguayos más destacados de la guerra, siendo conocido por sus servicios de artillería durante gran parte del conflicto.

## Carrera militar temprana
Bruguez nació en 1827 en Asunción. Se alistó en el Ejército Paraguayo en 1845 y fue destinado a los regimientos de artillería. Fue ascendido a teniente en 1852 ya que estaba en clases militares profesionales impartidas por João Carlos de Villagran Cabrita y hay evidencias que fue su mejor alumno. Estuvo a cargo de los sistemas ferroviarios dentro de Paraguay y fue ascendido a Mayor al mismo tiempo de serle asignada la jefatura de la Estación Central en 1862.

## Guerra de Paraguay

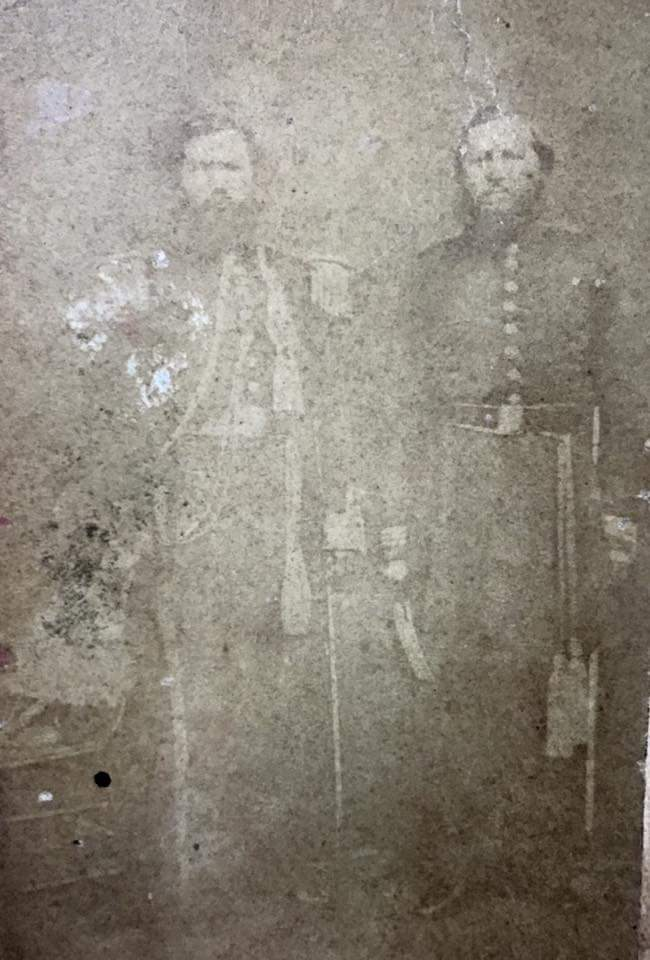
Bruguez junto con Elizardo Aquino.

Al estallar la Guerra de la Triple Alianza, Bruguez participó en la Captura del vapor Marquês de Olinda, Junto con los tripulantes y jefe a bordo.
Luego participó en la Batalla de Riachuelo como comandante de las baterías de Artillería en tierra, hostigando a la escuadra enemiga brasileña. Siendo galardonado con Orden Nacional del Mérito con rango de comendador, el 17 de junio de 1865 por sus servicios en la batalla, luchó durante la campaña de Corrientes en la Batalla de Paso de Mercedes donde intentó bloquear el paso de la Armada Imperial Brasileña por el río Paraná. Después de la derrota paraguaya, intentó evitar que las fuerzas aliadas cortaran los suministros paraguayos en la Batalla de Paso de Cuevas.
Ya con el grado de Coronel en 1866, participaría en los combates de Estero Bellaco y Tuyutí, siendo ascendido a Brigadier General el 25 de mayo. También se informó que durante la Batalla del Banco Purutué, Bruguez mató a su ex maestro Villagran Cabrita con una granada. 
También tuvo amplia participación en las batallas de Boquerón y la Segunda Batalla de Tuyutí.
Más tarde en 1868, Bruguez sería apresado tras los Procesos de San Fernando,en donde fue sospechoso de participar en una conspiración para derrocar al presidente Francisco Solano López y negociar la paz con los aliados, siendo el 26 de agosto ajusticiado a bayonetazos por traición a la patria, aunque su caso es del que menos datos se tienen con respecto a su procesamiento.
Un testigo lo relata así: «Entre los comensales están... José María Bruguez, primer artillero de nuestro ejército, mofletudo y cuya pobladísima barba le cubre el pecho hasta el segundo botón de la guerrera...».

## Homenajes
El distrito de General José María Bruguez en el Departamento de Presidente Hayes lleva su nombre en su honor.